# Discopeltis simonis
Discopeltis simonis är en skalbaggsart som beskrevs av Ernst Gustav Kraatz 1880. Discopeltis simonis ingår i släktet Discopeltis och familjen Cetoniidae. Inga underarter finns listade i Catalogue of Life.